# 78LABEL
78LABEL(ななはちれーべる)は、日本のレコードレーベル。2012年設立。
小説家の今野敏がエグゼクティブ・プロデューサーを務めているが、今野は「本業は小説家であり、音楽は真剣な遊び」と位置付けている。

## 概要
今野は上智大学在学中に作家デビューし、卒業後、東芝EMIに就職。ディレクター、次いで宣伝と3年間勤務した後、退職し執筆業に専念した。その後音楽との接点はなかったが、東芝EMI在籍時の同僚が定年を迎えたことで再度音楽に関与したい意欲が湧き、レーベルを設立した。自著作品との連動を意識し、電子書籍とのタイアップや、自著のテレビドラマ版の劇伴音楽のサウンドトラック盤を発表している。他にも、通常のレコード会社と同様に各種アーティストの作品を発表している。
原盤制作は、渡辺音楽出版・ファンハウス出身の「原正志」と、同じくファンハウス出身の「佐久間雅一」が1999年9月9日に設立した音楽プロダクション会社「株式会社ファイブナイン・ファクトリー」が行う。 

## 所属アーティスト
- TAE
- 運天那美
- 吉田栄作